# Behemotops
Behemotops (від біблійного чудовиська Бегемота, Лінней та інші вважають його гіпопотамом) — вимерлий рід травоїдних морських ссавців. Він жив з раннього олігоцену (рупеля) до пізнього олігоцену (33,9—23 млн років). Це найпримітивніший відомий десмостилій, який, як вважають, є близьким до предків усіх інших десмостіліїв.

## Опис
У порівнянні з пізнішими десмостиліями, бегемотопс мав більш слонові риси зубів і щелеп. Відкриття Behemotops допомогло визначити десмостиліїв як більш близьких до хоботних, ніж до сирен, хоча зв'язки цієї групи все ще погано з'ясовані.
B. proteus був більшим за Desmostylus, розмірами 323 см у довжину, 120 см у висоту та 1979 кілограмів маси тіла. B. katsuiei мав приблизну довжину тіла 290 см, що робило його меншим з двох видів.